# Ampelocissus imperialis
Ampelocissus imperialis là một loài thực vật hai lá mầm trong họ Nho. Loài này được (Miq.) Planch. miêu tả khoa học đầu tiên năm 1887.